# کنترل نفس (آلبوم)
«خویشتن‌داری» (به انگلیسی: Self Control) آلبومی از هنرمند اهل ایالات متحده آمریکا لورا برانیگن است که در سال ۱۹۸۴ میلادی منتشر شد.